# کارکس هیدنیانا
کارکس هیدنیانا (نام علمی: Carex haydeniana) نام یک گونه از سرده جگن است.